# Le Boupère
Le Boupère település Franciaországban, Vendée megyében. Lakosainak száma 3170 fő (2022. január 1.). Le Boupère Sèvremont, La Meilleraie-Tillay, Monsireigne, Mouchamps, Pouzauges, Rochetrejoux, Saint-Paul-en-Pareds és Saint-Prouant községekkel határos.

## Népesség
A település népességének változása:
| Lakosok száma | 3072 | 3108 | 3167 | 3150 | 3168 | 3227 | 3208 | 3189 | 3170 |
|               | 2013 | 2015 | 2016 | 2017 | 2018 | 2019 | 2020 | 2021 | 2022 |